# فولوديمير غرويسمان

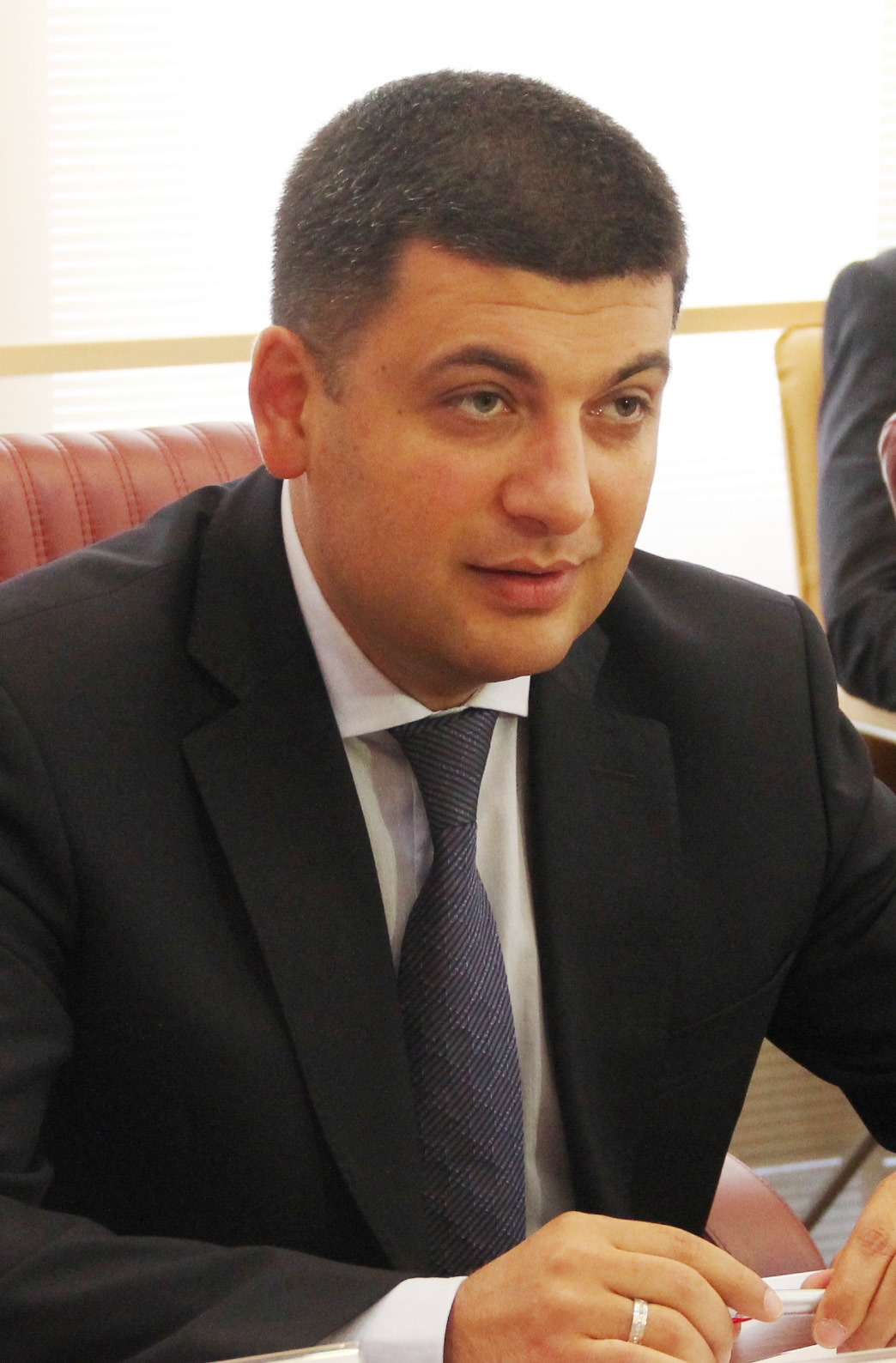
فولوديمير غرويسمان

فلاديمير بوريسوفيتش غرويسمان (بالأوكرانية: Володимир Борисович Гройсман؛ ولد 20 يناير 1978) من أصول يهودية هو رئيس وزراء أوكرانيا منذ 14 أبريل 2016. وعيّن في المنصب بعد استقالة رئيس الوزراء أرسيني ياتسينيوك الذي فقد الأكثرية البرلمانية مما حدا برئيس الجمهورية الأوكراني بترو بوروشنكو بطلب الاستقالة.

## روابط خارجية
- فولوديمير غرويسمان على موقع IMDb (الإنجليزية)
- فولوديمير غرويسمان على موقع مونزينجر (الألمانية)